# Domingo García (piłkarz)
Domingo García Person (ur. 30 listopada 1904 w Limie, zm. 19 grudnia 1986) – peruwiański piłkarz, reprezentant kraju.

## Kariera klubowa
García przez całą swoją karierę grał w klubie Alianza Lima. Grę dla zespołu ze stolicy rozpoczął w 1923. Pięciokrotnie świętował z Allianzą mistrzostwo Primera División Peruana w sezonach 1927, 1928, 1931, 1932 i 1933. W drużynie występował do 1939, po czym zakończył karierę piłkarską. 

## Kariera reprezentacyjna
García w 1930 został powołany przez trenera Francisco Bru na Mistrzostwa Świata. Podczas tego turnieju wystąpił w przegranym 0:1 meczu z Urugwajem. Mecz ten był jednocześnie jego debiutem w narodowych barwach. 
Pięć lat później znalazł się w kadrze na Copa América 1935. Podczas mistrzostw kontynentu wystąpił w trzech spotkaniach z Urugwajem, Argentyną i Chile. Peru turniej zakończyło na 3. miejscu. 
Spotkanie z Chile było dla niego ostatnim meczem w kadrze Peru, dla której w latach 1930–1935 zagrał w 4 spotkaniach. 
| Mecze i gole w reprezentacji | Mecze i gole w reprezentacji | Mecze i gole w reprezentacji | Mecze i gole w reprezentacji | Mecze i gole w reprezentacji | Mecze i gole w reprezentacji | Mecze i gole w reprezentacji |
| #                            | Data                         | Miasto                       | Przeciwnik                   | Gol                          | Wynik                        | Rozgrywki                    |
| ---------------------------- | ---------------------------- | ---------------------------- | ---------------------------- | ---------------------------- | ---------------------------- | ---------------------------- |
| 1.                           | 18.07.1930                   | Montevideo                   | Urugwaj                      |                              | 0:1                          | MŚ 1930                      |
| 2.                           | 13.01.1935                   | Lima                         | Urugwaj                      |                              | 0:1                          | Copa América 1935            |
| 3.                           | 20.01.1935                   | Lima                         | Argentyna                    |                              | 1:4                          | Copa América 1935            |
| 4.                           | 26.01.1935                   | Lima                         | Chile                        |                              | 1:0                          | Copa América 1935            |

## Sukcesy
Peru
- Copa América (1): 1935 (3. miejsce)

Allianza Lima
- Primera División Peruana (5): 1927, 1928, 1931, 1932, 1933